# مارك فلور
مارك فلور (بالإنجليزية: Marc Flur)‏ مواليد 8 يونيو 1962 في بكبسي، نيويورك، الولايات المتحدة، هو لاعب كرة مضرب أمريكي سابق بدأ مسيرته كمحترف سنة 1983 وكان يلعب باليد اليمنى. أعلى تصنيف له في الفردي كان المركز الـ 71 في سنة 1985. أعلى تصنيف له في الزوجي كان المركز الـ 60 في سنة 1989.

## النهائيات

### الفردي: (1)
| الرقم | السنة | الدورة                    | الأرضية | المنافس في النهائي | النتيجة في النهائي |
| ----- | ----- | ------------------------- | ------- | ------------------ | ------------------ |
| 1.    | 1984  | يننيتكا، الولايات المتحدة | صلبة    | مايك ليتش          | 6–3, 6–4           |

### الزوجي: (1)
| الرقم | السنة | الدورة                     | الأرضية | الشريك    | المنافس في النهائي | النتيجة في النهائي |
| ----- | ----- | -------------------------- | ------- | --------- | ------------------ | ------------------ |
| 1.    | 1986  | نيو هيفن، الولايات المتحدة | صلبة    | براد بيرس | ريك ليتش تيم بوسات | 6–2, 6–4           |